# فيلما فيكتور
فيلما فيكتور (بالإنجليزية: Wilma Victor) هي مربية ومُدرسة أمريكية، ولدت في 5 نوفمبر 1919 في إيدابيل في الولايات المتحدة، وتوفيت في 15 نوفمبر 1987.